# Kumodraž
Kumodraž (en serbe cyrillique : Кумодраж) est un quartier de Belgrade, la capitale de la Serbie. Il est situé dans la municipalité de Voždovac. En 2002, il comptait 13 004 habitants.

## Emplacement
Kumodraž est situé dans le centre-est de la municipalité de Voždovac, dans la partie basse du poljé de Kumodraž (Kumodraško polje), dans la vallée du Kumodraški potok. Les franges orientales et méridionales du quartier sont entourées d'une série de collines : Torlak, Golo brdo et Stražarska kosa. Plusieurs autres ruisseaux prennent leur source dans le secteur, comme le Rakovički potok, qui traverse les quartiers de Selo Rakovica et de Rakovica), la Lipnica (à Jajinci), la Zavojnička reka, un affluent de la rivière Bolečica, le Bubanj potok, qui traverse Bubanj Potok et qui est également un affluent de la Bolečica, la Kamena voda etc. Au nord, Kumodraž est bordé par le quartier de Voždovac, au nord-ouest par celui de Veliki Mokri Lug et à l'est par Jajinci.

## Caractéristiques

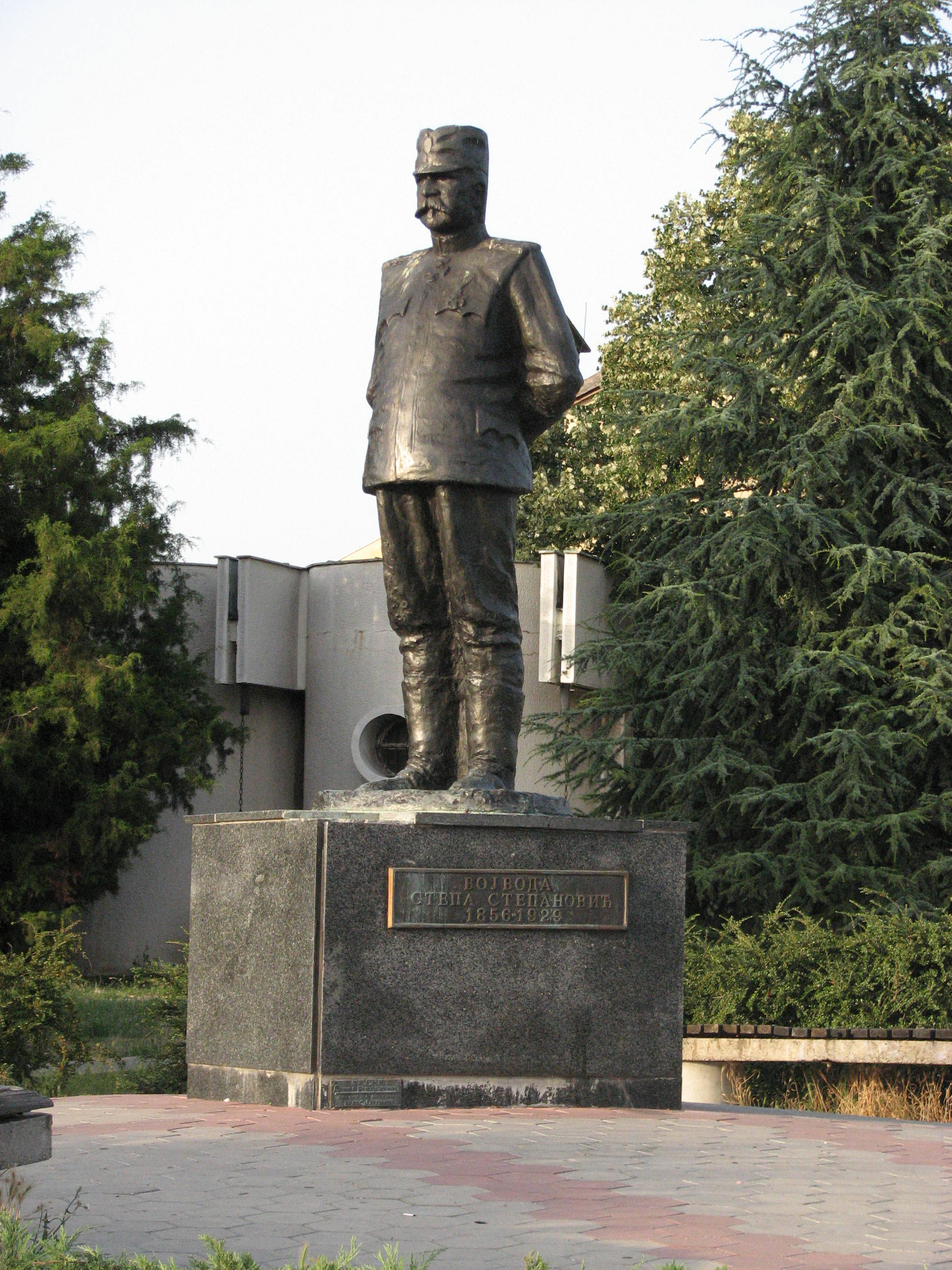
Monument de Stepa Stepanović, à Kumodraž, Belgrade, photo from 2008-06-27

Autrefois, Kumodraž était un petit village agricole mais, après les années 1960, il a vu sa population augmenter et, dans les années 1970, il a été intégré à la ville de Belgrade et est devenu une communauté locale (mesna zajednica) de la municipalité de Voždovac. Aujourd'hui, Kumodraž forme une continuité urbaine divisée en plusieurs sous-quartiers : Kumodraž selo, Kumodraž I, Kumodraž II et Torlak.
Kumodraž abrite la maison natale de Stepa Stepanović ; le voïvode Stepa Stepanović y a vu le jour en 1856 ; la maison constitue l'un des rares exemples d'architecture traditionnelle serbe sur le territoire de la Ville de Belgrade ; en raison de son intérêt historique et architectural, elle est inscrite sur la liste des monuments culturels de grande importance de la république de Serbie et sur celle des biens culturels protégés de la ville de Belgrade. La forêt voisine de Stepin Lug, le « bois de Stepa », a été ainsi nommée en l'honneur du chef militaire. La rue principale de Kumodraž est également nommée Vojvode Stepe.

## Kumodraž selo
Kumodraž selo, le « village de Kumodraž », situé à l'est, constitue la partie la plus ancienne du quartier et elle forme une continuité avec Veliki Mokri Lug. C'est un secteur à la fois résidentiel et agricole. On y trouve le cimetière de Kumodraž.

## Kumodraž I
Kumodraž I constitue une extension centrale et occidentale du quartier. C'est un secteur moderne qui s'étend jusqu'à Kumodraž II à l'est et au nord et jusqu'à Torlak au nord-est.

## Kumodraž II
Kumodraž II constitue l'extension septentrionale du quartier, reliée à Voždovac. C'est un sous-quartier moderne situé dans l'angle formé par les rues Kumodraška et Vojvode Stepe. Il se prolonge jusqu'à la zone industrielle de Voždovac, le long de la rue Kumodraška.

## Torlak
Toute la partie occidentale de Kumodraž forme le sous-quartier de Torlak, ainsi nommé en raison de la colline de Torlak qui s'élève à 308 m d'altitude. Au cours de la Première Guerre mondiale, cette colline a joué un rôle important dans la défense de la capitale serbe. Les instituts de pharmacologie, d'immunologie et de virusologie de Belgrade se trouvent dans le quartier.
L'église de la Sainte-Trinité a été construite en 1924, sur la colline de Torlak, à l'initiative de Persida Milenković (1857-1943) et selon un projet des architectes Pero Popović et Ž. Tatić, dans l'esprit de l'architecture serbe médiévale. Les façades et les éléments décoratifs se réfèrent à l'école moravienne (en serbe : Moravske škole), tandis que la structure d'ensemble rappelle l'école rascienne (Raška škola).

## Transports
Le quartier est desservi par plusieurs lignes de bus de la société GSP Beograd, soit les lignes 25 (Karaburma II – Kumodraž II), 25P (Karaburma II – Kumodraž), 33 (gare de Pančevački most – Kumodraž) et 39 (Slavija – Kumodraž I).